# منواکسیژناز
منواکسیژناز (به انگلیسی: Monooxygenase) نام دسته‌ای از آنزیم‌ها است که در مسیرهای متابولیستی با یک گروه هیدروکسیل پیوند برقرار می‌نمایند.
در این واکنش، یک دی‌اکسیژن با کمک اکسایش نیکوتین‌آمید آدنین دی‌نوکلئوتید به یک گروه هیدروکسیل و یک مولکول آب کاهش می‌یابد.

## دسته‌بندی
این آنزیم‌ها در گروه اکسیدوردوکتازها دسته‌بندی می‌گردند و انتقال الکترون را کاتالیز می‌کنند.